# Józef Bon
Józef Karol Bon (ur. 30 czerwca 1945 w Siemianowicach Śląskich) -  były polski piłkarz grający na pozycji pomocnika.
Wychowanek Górnika i Siemianowiczanki Siemianowice Śląskie. W 1964 r. trafił do Śląska Wrocław, gdzie odbywał służbę wojskową. Jako zawodnik WKS-u debiutował w najwyższej klasie rozgrywkowej. W 1967 r. został zawodnikiem Ruchu Chorzów. W barwach Niebieskich zadebiutował 5 sierpnia w meczu z austriackim zespołem Vienna (2:0) w ramach rozgrywek Pucharu Intertoto, w przerwie zastąpił Józefa Gomolucha. Swoją pierwszą bramkę dla Ruchu zdobył w ligowym spotkaniu z Gwardią w Warszawie ustalając wynik na 2:0 dla chorzowian. Już w swoim pierwszym sezonie w barwach Ruchu (1967/1968) świętował z drużyną zdobycie tytułu mistrzowskiego. 
Latem 1970 r. trafił do Hutnika Kraków, gdzie spędził 3 rundy. Od wiosny 1972 r. znów grał w Ruchu. U słynnego słowackiego trenera Michala Vičana Bon był zawodnikiem wręcz niezastąpionym. Z "Niebieskimi" zdobył jeszcze dwa kolejne mistrzostwa (1974 i 1975) oraz Puchar Polski (1974). Z chorzowskim zespołem dotarł także do ćwierćfinałów Pucharu UEFA (1974) i Pucharu Europy Mistrzów Klubowych (1975). Łącznie w barwach Ruchu rozegrał łącznie 224 mecze i zdobył 26 bramek. Klub z Cichej opuścił latem 1977 r., a rok później zakończył karierę w barwach francuskiego FC Meaux.
Od 1983 r. do 1993 r., prowadził klubową kawiarenkę na stadionie Ruchu.